# Santa Cruz do Rio Pardo
Santa Cruz do Rio Pardo is een gemeente in de Braziliaanse deelstaat São Paulo. De gemeente telt 43.483 inwoners (schatting 2009).

## Geografie

### Aangrenzende gemeenten
De gemeente grenst aan Agudos, Águas de Santa Bárbara, Bernardino de Campos, Cabrália Paulista, Canitar, Chavantes, Espírito Santo do Turvo, Ipaussu, Lucianópolis, Óleo, Ourinhos, Paulistânia, São Pedro do Turvo en Ubirajara.

## Geboren
- Marcelo Nascimento da Costa, "Marcelinho" (1984), voetballer

## Religie
Het christendom is als volgt in de stad aanwezig:

### Katholieke Kerk
De katholieke kerk in de gemeente maakt deel uit van het bisdom Ourinhos.

### Protestantse Kerk
De meest uiteenlopende evangelische overtuigingen zijn aanwezig in de stad, voornamelijk pinkstergelovigen, waaronder onder meer de Assemblies of God in Brazilië (de grootste evangelische kerk van het land) en de Christelijke Congregatie in Brazilië. Deze denominaties groeien steeds meer in heel Brazilië.